# Lopo Dias de Sousa
Frei D. Lopo Dias de Sousa (1359 - 1435) foi o último mestre clérigo da Ordem de Cristo, senhor de Mafra e Ericeira e mordomo-mor da rainha D. Filipa de Lancastre.
Era filho de Maria Teles de Meneses e de Álvaro Dias de Sousa.
Mais tarde vê-mo-lo a combater do lado do Mestre de Avis, na guerra de independência, defendendo a soberania portuguesa contra as pretensões de Castela. Depois das vitórias que colocaram D. João I, Mestre de Avis, no trono de Portugal, tornou-se amigo íntimo da Casa Real, em particular, do Infante D. Henrique, o qual contou com o seu apoio para as conquistas do Norte de África.
À sua morte o Rei obteve do Papa autorização para nomear um mestre laico na pessoa do referido infante, seu filho.